# Chiang Wei-kuo
Dans ce nom, le nom de famille, Tchang, précède le nom personnel.
Chiang Wei-kuo, ou Tchang Wei-Kuo (chinois traditionnel : 蔣緯國 ; chinois simplifié : 蒋纬国 ; pinyin : Jiang Weiguo) ou Wego Chiang (8 octobre 1916 - 22 septembre 1997) est un militaire et homme politique chinois - puis taïwanais - fils adoptif du généralissime Chiang Kaï-shek, frère du président Tchang Ching-kuo et personnage important du Kuomintang (KMT). On lui donnait le surnom de Jianhao (建鎬) et comme sobriquet Niantang (念堂).  
En 1936 Chiang Wei-kuo fut envoyé par son père étudier à la Kriegshochschule (École supérieure de guerre) de Munich dont il sortit diplômé en 1939. 

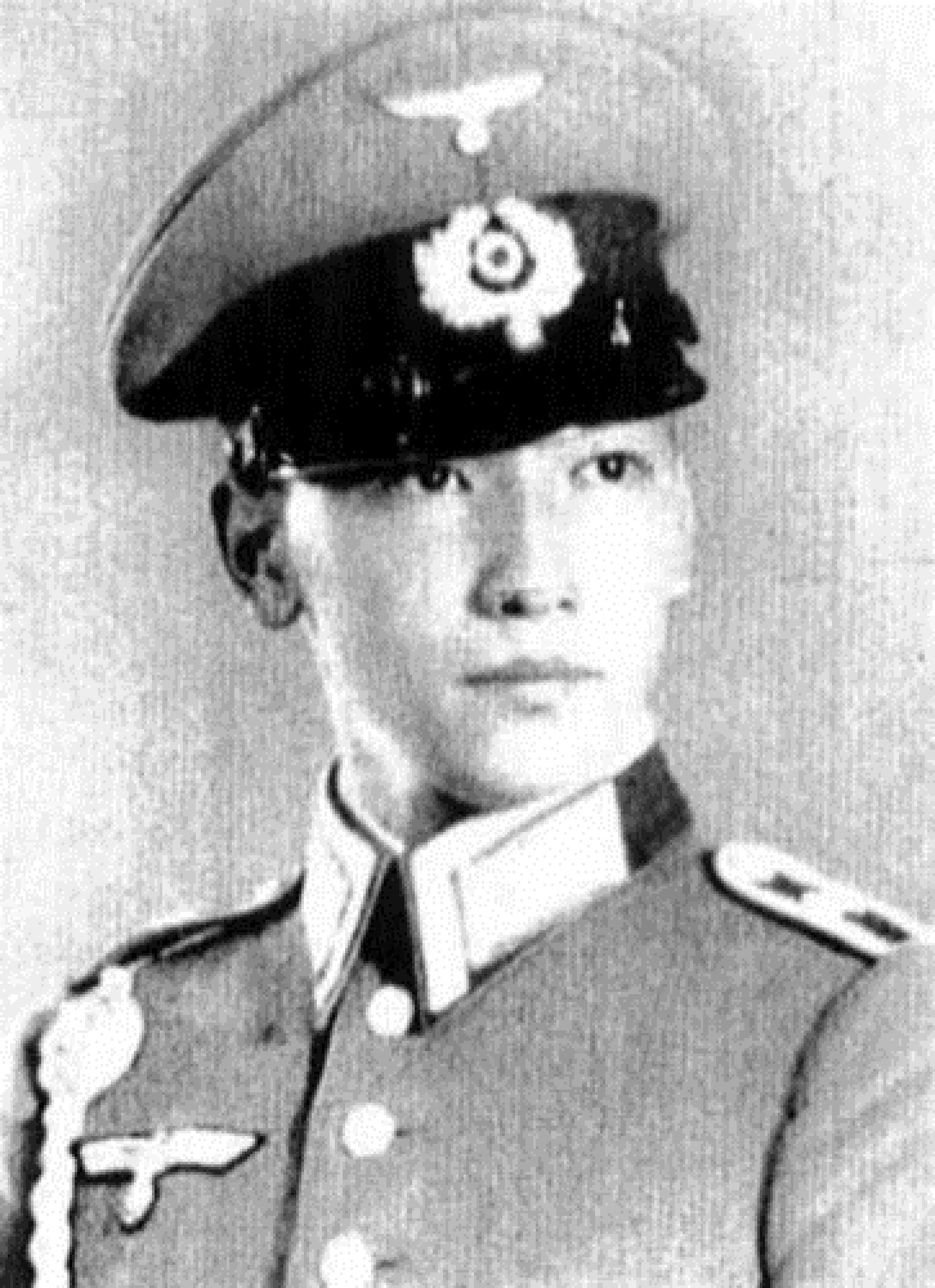
Chiang Weikuo en uniforme de la Wehrmacht

En 1938, en tant que commandant d'un peloton de chars des troupes de montagne (Gebirgsjäger) de la Wehrmacht, le Leutnant (sous-lieutenant) Chiang participa aux opérations militaires de l'Anschluss. Par la suite, comme ses camarades, il exerça un commandement en Autriche.
Il revient en Chine en 1940, avec le grade de lieutenant, et est assigné dans un régiment à Xian 
Chiang épouse en 1944 Shih Chin-i (石靜宜), fille de Shih Feng-hsiang (石鳳翔), propriétaire d'une usine textile. Shih mourut en 1953, certains disent empoisonnée sur ordre du président Tchang Kaï-chek qui aurait cru que la famille Shih se servait de lui pour acquérir de l'influence dans la famille Chiang.
Par la suite, Wei-kuo créa l'École élémentaire de Chingshin (靜心小學) à Taipei pour honorer sa mémoire. Il se remarie en 1957 avec Chiu Ju-hsüeh (丘如雪), aussi connue comme Chiu Ai-lun (邱愛倫), fille d'un couple sino-allemand. Chiu lui donna son fils unique Chiang Hsiao-kang, (蔣孝剛) en 1962, le plus jeune de la génération Hsiao dans la famille Chiang.